# Xenesthis immanis
Xenesthis immanis là một loài nhện trong họ Theraphosidae. Chúng được miêu tả năm 1875 bởi Ausserer.